# エドワード・エヴァンズ (初代マウントエヴァンズ男爵)

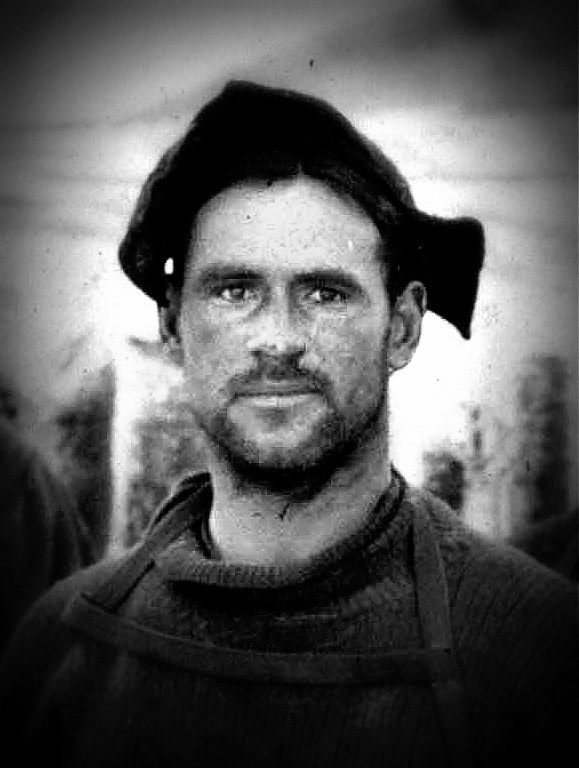
テラノバ遠征の際のエヴァンズの写真

初代マウントエヴァンズ男爵エドワード・ラットクリフ・ガース・ラッセル・エヴァンズ（英語: Edward Ratcliffe Garth Russell Evans, 1st Baron Mountevans, KCB, DSO, SGM、1880年10月28日-1957年8月20日）は、イギリスの海軍軍人、貴族。ロバート・スコット率いる南極探検隊（テラノバ遠征）の副隊長として知られる。

## 経歴
1880年10月28日に法廷弁護士フランク・エヴァンズの息子としてロンドンに生まれる。
マーチャント・テイラーズ・スクールを経て、テムズ船訓練学校を卒業。王立海軍に入隊。1902年から1904年にかけてのスコットランド国営南極遠征で救援船モーニングの二等航海士を務めた。

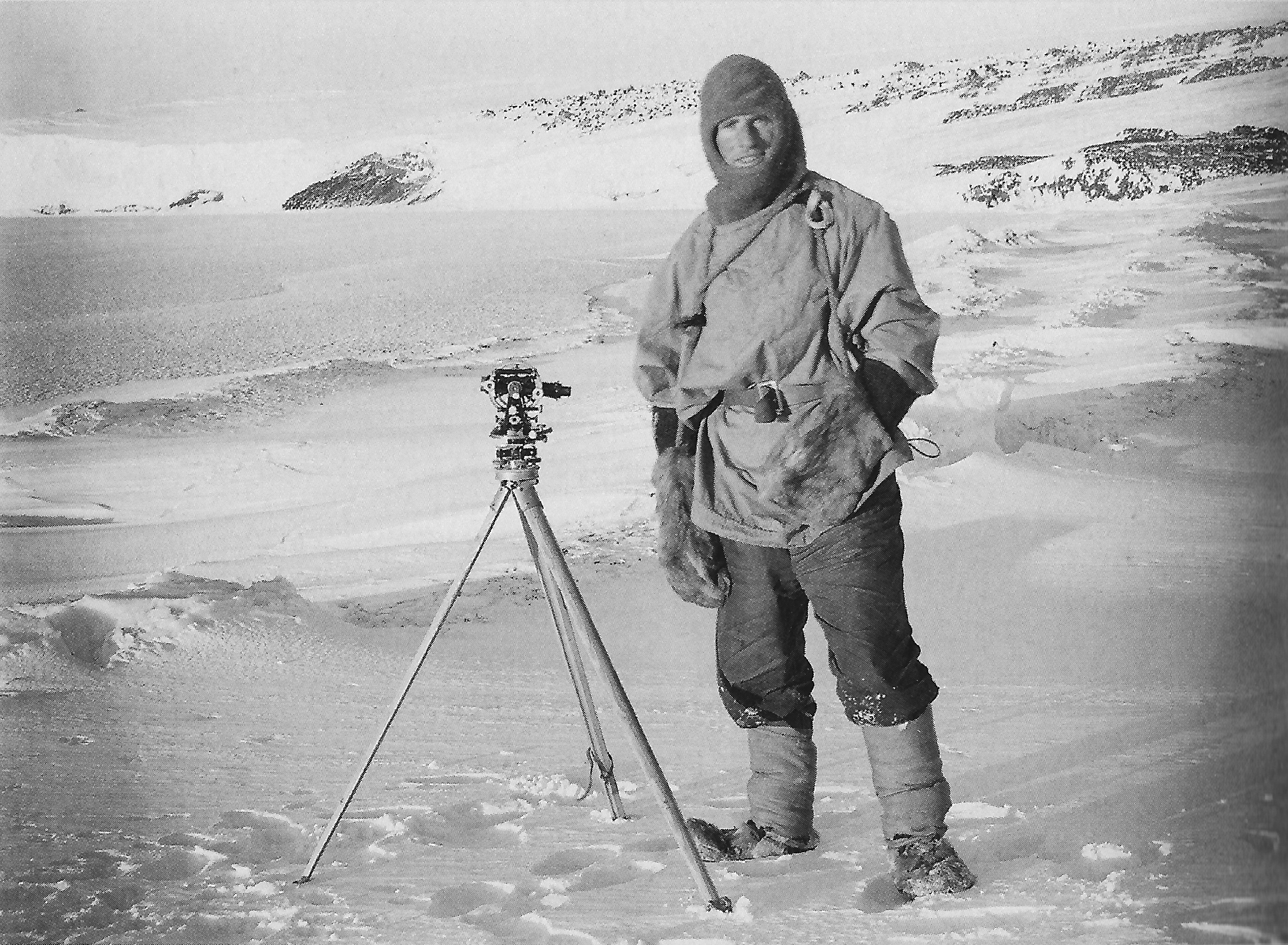
1911年10月南極。エヴァンズとトランシット。

海軍大尉の頃の1910年、ロバート・スコット率いる南極探検隊の副隊長に就任し、テラノバ遠征に参加した。テラノバ号は1911年1月4日にロス島とマクワード湾に面した南極の岬に上陸したが、この岬は彼の名を取ってエヴァンズ岬と名付けられた。10月24日にスコット率いる本隊と別行動で先発し、3名の隊員(バーナード・デイ、ウィリアム・ラッシュリー、FJフーパー)と2台の動力ソリを連れて南極点に向けて出発した。11月上旬に2台の動力ソリは雪原の中で立ち往生したために道中に放棄することになり、以降エヴァンズ隊は人力ソリ隊と化した。後発のスコットの本隊を待って11月21日に合流し、南極点への旅を続行した。しかし人力でソリを引いてきたエヴァンズ隊の疲労は大きかったので、11月25日にまずデイとフーパーが帰路に就くことになり、ついで1912年1月4日に南緯87度32分まで到達したところで隊長スコットの判断でエヴァンズとラッシュリーと他1人も帰路に就くことになった。その帰路も命がけだったが、なんとか生きて帰還できた。一方スコットは4人の隊員を引き連れて南極点へ挑戦の続行し、ついに南極点に到達したが、帰路に遭難して命を落としている。

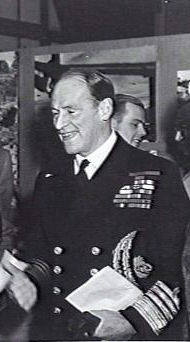
1944年11月7日のエヴァンズ海軍大将

1914年から1918年の第一次世界大戦に出征し、殊勲者公式報告書に名前が載った。1928年には海軍少将(Rear-Admiral)に昇進するとともに国王ジョージ5世の国王海軍副官に就任。1929年から1931年までオーストラリア艦隊司令官を務めた。1932年に海軍中将（Vice-Admiral）に昇進。1933年から1935年までアフリカ基地司令官に就任。1935年から1939年にかけてはノア管区司令官を務めた。その間の1936年に海軍大将（Admiral）に昇進。第二次世界大戦中はロンドン防衛地域の地域コミッショナーの地位にあった。
1945年11月12日に連合王国貴族爵位カウンティ・オブ・ロンドンにおけるチェルシーのマウントエヴァンズ男爵（Baron Mountevans, of Chelsea in the County of London）に叙せられ、貴族院議員に列した。1958年8月20日に死去した。爵位は長男リチャードが継承した。

## 栄典

### 爵位
1945年11月12日に以下の爵位を新規に叙された。
- カウンティ・オブ・ロンドンにおけるチェルシーの初代マウントエヴァンズ男爵(1st Baron Mountevans, of Chelsea in the County of London)
(勅許状による連合王国貴族爵位)

### 勲章

#### 英国勲章
- 1913年7月25日、南極極地メダル銀章
- 1913年5月16日、バス勲章コンパニオン(CB)
- 1917年5月10日、殊功勲章コンパニオン(DSO)
- 1921年、海上勇敢メダル（英語版）(SGM)
- 1935年、バス勲章ナイト・コマンダー(KCB)

#### 外国勲章
- 1905年、サヴォイア軍事勲章騎士章(Cavaliere) - イタリア
- 1917年1月1日、レオポルド勲章（フランス語版、オランダ語版）将校章(Officier) - ベルギー
- 1917年6月22日、戦功十字章（フランス語版） - フランス
- 1917年7月20日、レジオンドヌール勲章将校章(Officier) - フランス
- 1919年1月17日、塔と剣の勲章（ポルトガル語版）大将校章(Grande-Oficial) - ポルトガル
- 1919年9月16日、海軍十字章 - アメリカ
- 1919年12月12日、市民勲章（フランス語版） - ベルギー
- 1921年4月8日、王冠勲章（フランス語版、オランダ語版）司令官章(Commandeur) - ベルギー
- 1937年12月20日、聖ヨハネ勲章ナイト・オブ・グレース - 聖ヨハネ騎士団
- 1939年、聖オーラヴ勲章司令官章(Kommandør) - ノルウェー

## 家族
1904年4月13日にニュージーランドのトマス・グレゴリー・ラッセルの娘ヒルダ・ベアトリスと結婚したが、1913年4月18日に死別し、1916年1月22日にノルウェーのリチャード・アンドボードの娘エルザ・アンドボードと再婚し、彼女との間に以下の2子を儲けた
- 長男リチャード・アンドボード・エヴァンズ (Richard Andvord Evans, 1918-1974), 2代マウントエヴァンズ男爵を継承
- 次男エドワード・ブローク・エヴァンズ (Edward Broke Evans, 1924-)